# Швидько Ганна Кирилівна
Швидько Ганна Кирилівна (1 травня 1944 , Бажани, Дніпропетровська область  — 2 лютого 2022 ) — доктор історичних наук, професор, Заслужений діяч науки і техніки України, академік Української академії історичних наук, директор Дніпропетровського регіонального відділення науково-дослідного інституту козацтва Інституту історії України НАН України.

## Біографія
Народилась 1 травня 1944 р. в селі Бажани Петропавлівського району Дніпропетровської області в родині колгоспників.
У 1951 — 1955 рр. навчалась у початковій школі с. Бажани, у 1955 — 1958 рр. в Олефірівській семирічці, у 1958 — 1961 рр. в Дмитрівській десятирічці Петропавлівського району. У 1961 — 1967 рр. працювала в колгоспі ім. В.Чкалова Петропавлівського району.
У 1967 — 1971 рр. навчалась на історико-філологічному (з 1971 р. — історичному) факультеті Дніпропетровського державного університету. Маючи значний трудовий стаж, була кандидатом в члени КПРС, головою студентської ради факультету. Отримала диплом із відзнакою.
У 1972 р. вступила до аспірантури Дніпропетровського державного університету.
У 1973—1975 рр. — заступник секретаря парткому Дніпропетровського державного університету; із 1 листопада 1975 р. — ст. викладач кафедри історії СРСР і УРСР.
22.02.1980 р. в Інституті історії АН УРСР захистила кандидатську дисертацію «Радянська історіографія соціально-економічного розвитку міст України XVI—XVIII ст.» (рос. мовою «Советская историография социально-экономического развития городов Украины в XVI—XVIII вв.»).
Із 1980 р. до 1991 р. керувала Дніпропетровською підсекцією Української секції Наукової Ради з Історіографії АН СРСР, працювала доцентом кафедри історії СРСР та УРСР, Вченим секретарем Ради ДнДУ (1981—1987). 1982 р. присвоєно вчене звання доцента.
25.12.1987 р. захистила докторську дисертацію «Джерела з соціально-економічної історії міст Лівобережної України другої половини XVII — середини XVIII ст.» (рос. мовою «Источники по социально-экономической истории городов Левобережной Украины второй половины XVII — первой половины XVIII в.»).
З 1988 р. — на посаді професора кафедри історії СРСР і УРСР Дніпропетровського державного університету. У 1989 — 1995 рр. — завідувач кафедри історії України. 1990 р. присвоєно вчене звання професора.
З 1995 р. — на посаді професора кафедри українознавства і політології (зараз історії та політичної теорії) Національної гірничої академії України (зараз Національний гірничий університет України).
У 1991 — 2008 рр. — голова правління Дніпропетровської обласної організації Національної спілки краєзнавців України.
Головний редактор збірника наукових праць Історія і культура Придніпров'я: Невідомі та маловідомі сторінки: Науковий щорічник.
Померла 2 лютого 2022 року внаслідок множинних травм, отриманих внаслідок автокастрофи у 2018 році, в тому числі зламу шийки стегна.
Була похована 4 лютого 2022 року у селі Бажани, відповідно до заповіту.[джерело?]

## Нагороди
- Почесний член Всеукраїнської спілки краєзнавців (1993)
- Заслужений діяч науки і техніки України (1997)
- Дійсний член Української академії історичних наук (1999)
- Орден княгині Ольги ІІІ ступеня (2004)
- Почесне звання «Заслужений професор Національного гірничого університету» (2007)
- Премія імені Дмитра Яворницького (2013)

## Науковий доробок
- Социально-экономическое развитие городов Украины в XVI—XVIII вв.: Учеб. пособие. — Д.: ДГУ, 1979. — 99 с.
- Класова боротьба на Україні в дожовтневий період (XV—XVIII ст.) — Д.: ДДУ, 1981. — 54 с.
- Борьба городов Украины за осуществление решений Переяславской рады (вторая половина XVII — середина XVIII вв.): Учеб. пособие. — Д.: ДГУ, 1983. — 84 с.
- Социально-экономическое развитие Украины в XIV — середине XVIII в. — Д.: ДГУ, 1988. — 86 с.
- Історія України (XIV—XVIII ст.): Пробний підручник для 8 кл. середньої школи. — К.: Генеза, 1996. — 304 с.
- Державне управління і самоврядування в Україні: Історичний нарис / Г. К. Швидько, В.Романов. — К., 1997. — Вип.1. — 138 с.
- Історія держави і права України (X — початок XIX ст.): Навчальний посібник. — Д.: ДДУ, 1998. — 176 с.
- Катеринославський піквікський клуб. 1858—1860. — Д.: ДОУНБ, 2003. — 147 с.
- Михайло Комаров і Катеринославщина. — Д.: Національний гірничий університет, 2011. — 228 с.